# Alex Morgan
Alexandra Patricia Morgan (ur. 2 lipca 1989 w San Dimas w Kalifornii) – amerykańska piłkarka, w latach 2010–2024 reprezentantka Stanów Zjednoczonych w piłce nożnej, która grała na pozycji napastniczki. Multimedalistka Mistrzostw Świata oraz Igrzysk Olimpijskich. Była najmłodszą piłkarką drużyny Stanów Zjednoczonych, która zdobyła srebrny medal na Mistrzostwach Świata w Piłce Nożnej Kobiet 2011 odbywających się w Niemczech oraz złoty medal na Igrzyskach Olimpijskich w Londynie w 2012 roku.

## Kariera klubowa
Karierę piłkarską rozpoczęła na Uniwersytecie Kalifornijskim w Berkeley w drużynie California Golden Bears, dla której w sumie zdobyła 45 bramek, tym samym zajmuje 3. miejsce wśród najskuteczniejszych strzelczyń w historii drużyny. Wybrana z numerem 1 w pierwszej rundzie draftu ligi Women’s Professional Soccer w 2011 roku przez Western New York Flash, pomogła temu klubowi w zdobyciu mistrzostwa WPS 2011.
W roku 2012, po rozwiązaniu ligi WPS, grała przez kilka miesięcy w zespole Seattle Sounders Women w półamatorskiej W-League. Po utworzeniu w 2013 National Women Soccer League została zawodniczką klubu Portland Thorns FC. Pod koniec 2016 zdecydowała się przenieść do Europy, by reprezentować barwy francuskiego Olympique Lyon. Od 2022 występowała w klubie San Diego Wave FC, biorącym udział w rozgrywkach National Women’s Soccer League w Stanach Zjednoczonych. 5 września 2024 zawodniczka ogłosiła zakończenie kariery. Morgan zagrała po raz ostatni 8 września 2024 roku przeciwko North Carolina Courage. Zawodniczka zagrała w tym spotkaniu symboliczne 13 minut, nawiązując do numeru z jakim grała przez całą karierę.
Alex Morgan nigdy nie dostała czerwonej kartki, a żółtych obejrzała tylko 14 w całej profesjonalnej karierze piłkarskiej.

## Kariera reprezentacyjna
Karierę reprezentacyjną rozpoczęła w 2008 od występów w drużynie U-20. Jej debiut nastąpił w meczu przeciwko Kubie, w którym strzeliła swoją pierwszą bramkę w kadrze na Mistrzostwach CONCACAF w Piłce Nożnej Kobiet do lat 20 w Meksyku. W tym samym roku została powołana na Mistrzostwa Świata U-20 w piłce nożnej kobiet 2008 w Chile i wraz ze swoją reprezentacją zdobyła złoty medal. Z dorobkiem 4 bramek (z Francją, Argentyną i Koreą Północną) otrzymała Brązowego Buta (3. najlepsza strzelczyni turnieju) oraz Srebrną Piłkę (2. najlepsza piłkarka turnieju). W drugiej kategorii lepsza od niej okazała się partnerka z ataku Sydney Leroux. Trafienie Morgan w finale przeciwko Korei Północnej zostało wybrane bramką mistrzostw, a później w plebiscycie FIFA bramką roku.
W seniorskiej reprezentacji Stanów Zjednoczonych zadebiutowała w meczu przeciwko Meksykowi w marcu 2010, a w październiku tego samego roku zdobyła swoją pierwszą bramkę w kadrze, wchodząc na boisko z ławki rezerwowych w meczu z Chinami. Miesiąc później zdobyła bardzo ważną dla reprezentacji bramkę, dającą zwycięstwo w pierwszym meczu barażu z Włochami w kwalifikacjach do Mistrzostw Świata w 2011 roku.
Alex Morgan wraz z drużyną narodową USA zdobyła srebro na mistrzostwach świata w piłce nożnej kobiet w Niemczech. Była najmłodszą zawodniczką amerykańskiej ekipy.
W 82 minucie półfinałowego spotkania z Francją (3:1) zdobyła swojego pierwszego w karierze gola na mistrzostwach świata, grając jako rezerwowa. W finale przeciwko Japonii weszła na boisko w drugiej połowie, a w 69 minucie otworzyła wynik spotkania, zdobywając bramkę na 1:0, a także asystowała przy golu Abby Wambach na 2:1 w 104 minucie.
W swoim debiucie na igrzyskach olimpijskich w Londynie w meczu przeciwko reprezentacji Francji strzeliła dwa gole (w 32'- na 2:2, w 66'- na 4:2). Najbardziej spektakularny mecz w karierze rozegrała w półfinale igrzysk przeciwko Kanadzie, w którym zdobyła zwycięskiego, dającego awans do finału gola na 4:3, w 123. minucie meczu (w dogrywce). Jest to najpóźniej zdobyta bramka w historii głównych turniejów piłkarskich pod patronatem FIFA (zarówno kobiecych jak i męskich). W finale przeciwko Japonii asystowała przy pierwszej bramce Carli Lloyd a jej drużyna wygrała 2:1, zdobywając złoty medal olimpijski.
W 2012 Morgan zdobyła tytuł Piłkarki Roku 2012 Amerykańskiej Federacji Piłkarskiej, zajęła trzecie miejsce w głosowaniu na Piłkarkę Roku 2012 w plebiscycie FIFA, była także nominowana do tytułu sportowca roku przez ESPY Awards.
W 2015 zdobyła w Kanadzie Mistrzostwo Świata z reprezentacją USA rozbijając w finale Japonię 5:2. W 2019, we Francji, obroniła ten tytuł pokonując w finale Holandię 2:0.
W 2020 roku zdobyła brązowy medal olimpijski. Na igrzyska w 2024 roku nie otrzymała powołania.
Morgan ostatni raz w reprezentacji zagrała w meczu towarzyskim przeciwko reprezentacji Korei Południowej, 5 czerwca 2024 roku. 

## Życie prywatne
W 2012 jej zdjęcia w namalowanym farbą na ciele stroju kąpielowym ukazały się w Sports Illustrated. Obecnie związana jest z amerykańskim piłkarzem Servando Carrasco, którego poznała podczas studiów na Uniwersytecie Kalifornijskim w Berkeley. Alex jest wierną fanką Seattle Sounders FC, FC Barcelona i Manchesteru United. 7 maja 2020 urodziła córkę Charlie Elena Carrasco. 5 września 2024 roku, przy okazji ogłoszenia zakończenia kariery, ogłosiła że jest w drugiej ciąży.

## Osiągnięcia

### Klubowe
Western New York Flash
- Mistrzostwo USA: 2011

Portland Thorns FC
- Mistrzostwo USA: 2013

Olympique Lyon
- Mistrzostwo Francji: 2016/17
- Puchar Francji: 2016/17
- Liga Mistrzyń UEFA: 2016/17

### Reprezentacyjne
Juniorskie
- Mistrzostwa Świata U-20:
  -  2008

Seniorskie
- Mistrzostwa świata w piłce nożnej kobiet:
  -  2019
  -  2015
  -  2011
- Letnie Igrzyska Olimpijskie:
  -  2012
  -  2020
- Puchar Algarve:
  -  2011, 2013, 2015
- Złoty Puchar CONCACAF kobiet:
  -  2014, 2018
- Turniej Czterech Narodów:
  -  2011
- SheBelieves Cup:
  -  2016, 2018

### Indywidualne
- 2. miejsce w plebiscycie The Best FIFA Women's Player: 2019
- 3. miejsce w plebiscycie FIFA World Player of the Year: 2012
- 3. miejsce w plebiscycie Złota Piłka France Football: 2019
- Srebrna Piłka Mistrzostw świata U-20: 2008
- Brązowy But Mistrzostw świata U-20: 2008
- Złota Piłka SheBelieves Cup: 2016
- Złoty But SheBelieves Cup: 2016
- Złoty But Złoty Puchar CONCACAF: 2018
- Piłkarka roku CONCACAF: 2013, 2016, 2017, 2018
- Najlepsza zawodniczka ESPY: 2019
- Drużyna roku według FIFPro: 2016, 2018, 2019
- Drużyna roku według IFFHS: 2017, 2018, 2019